# IJzige poppen
IJzige poppen is een jeugdboek uit 1991 van de Nederlandse auteur Theo Hoogstraaten. Het boek is een misdaadthriller over drie tieners die een ontvoerings- en moordzaak oplossen.

## Plot
Anne, haar broer Louis en haar vriendin Gea proberen een CD te stelen in de V&D en botsen in de haast snel weg te komen op tegen een vrouw en een meisje. Die avond blijkt het meisje vermist en wordt haar foto op televisie vertoond. Louis en Gea worden verliefd op elkaar en gaan samen naar de bioscoop. Nadien komen ze dezelfde vrouw tegen en ze volgen haar. De vrouw merkt dat ze gevolgd wordt en wordt zenuwachtig. Ze rijdt weg in een stationcar met de bedrijfsnaam 'Kinderland'. Gea en Louis zoeken het op en het blijkt een speelgoedzaak te zijn. Een paar dagen later is er opnieuw een kind vermist, deze keer een jongetje.
Als Gea en Anne in Kinderland op onderzoek uitgaan, blijkt een oude vriendin van Gea achter de toonbank te staan, Birgit. Ze vertelt dat haar baas een 40-jarige weduwe is, mevrouw van Dijk. Haar man was vroeger slager geweest en de winkel was een oude slagerij. Birgit vindt haar soms een beetje vreemd. Voor Gea, Anne en Louis is dit genoeg om de politie in te lichten. Mevrouw van Dijk verschijnt op het bureau maar beweert dat de meisjes haar waarschijnlijk met haar zus verwarren, die inderdaad een dochtertje heeft. Birgit komt er hierdoor achter dat de meisjes de politie hebben ingelicht en is aanvankelijk boos omdat ze zich gebruikt voelt, maar helpt de drie toch omdat zij ook haar baas erg vreemd vindt. Ze geeft het adres van de zus en belooft de meisjes te verwittigen wanneer haar baas niet thuis is, zodat ze in het huis kunnen kijken. De zus blijkt niet dezelfde vrouw als de vrouw in de V&D en haar dochtertje is duidelijk niet hetzelfde kind. De politie arriveert ook en het leidt tot een hooglopende ruzie omdat de politie vindt dat de kinderen het onderzoek verstoren.
Een paar dagen later vindt een schipper een kinderfietsje en een lijk van een zwerver in het water. Op tv wordt gemeld dat de man met het fietsje bewusteloos is geslagen en vervolgens in het water geduwd, waar hij is verdronken.
De zussen Van Dijk vertrekken voor een tripje en Birgit waarschuwt Gea. In het huis is niets vreemds maar achter in de winkel staat een groot poppenhuis waarachter water weglekt, en de meisjes ruiken een vreemde stank. Achter het poppenhuis blijkt de oude nog werkende koelcel van de slagerij zich te bevinden, waarvan de stroom is uitgevallen door een stroomstoring. In de cel bevinden zich drie kinderlijkjes, aangekleed als poppen. Mevrouw van Dijk, getraumatiseerd door het feit dat zij nooit kinderen heeft kunnen krijgen en aan een ernstige geestesziekte lijdend, blijkt de kinderen te hebben ontvoerd en gedood om ze als levensgrote poppen te gebruiken en met ze in het poppenhuis te kunnen spelen. Ook de zwerver had ze gedood omdat deze haar met het jongetje zag en om de politie te misleiden. Mevrouw van Dijk wordt ingerekend en de kinderen krijgen een beloning van 37,500 gulden. 